# Pistola termica

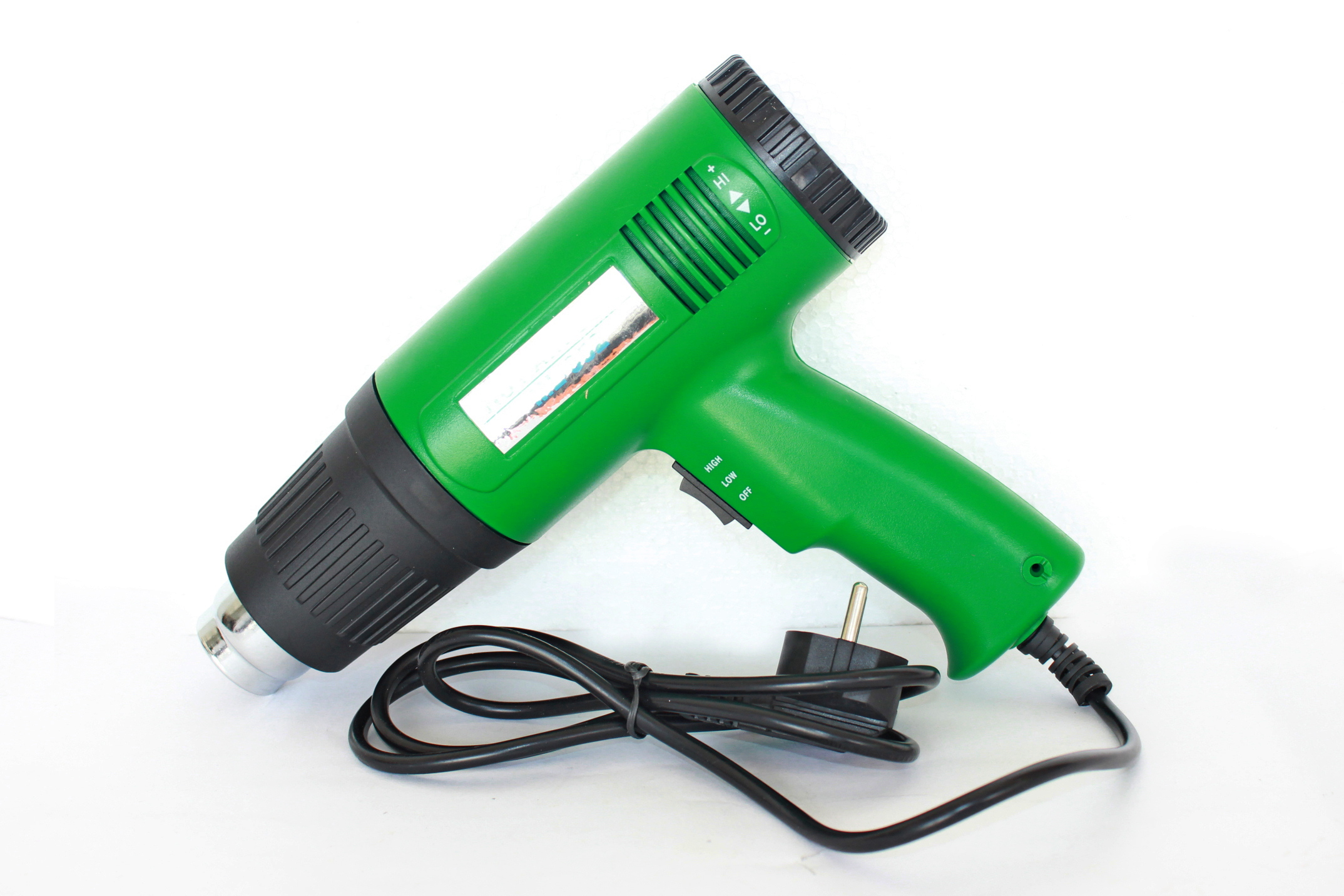
Una pistola termica

La pistola termica, detta anche pistola ad aria calda, è un attrezzo elettrico che genera un getto di aria calda.
Sebbene si presenti simile a un asciugacapelli, può emanare molto più calore, raggiungendo dai 300 ai 650 °C.

## Usi
La pistola termica viene di solito utilizzata per scrostare la vernice dalle pareti o da altre particolari superfici, come quelle lignee, oppure per fissare e restringere le guaine termorestringenti. Successivamente, la vernice residua viene grattata via tramite un raschietto.
Può essere usata anche per scongelare tubature e serrature e per ammorbidire plastiche acriliche.